# 亦庄文化园站
亦庄文化园站是一个位于中国北京市大兴区亦庄地区文化园西路、天华东路交叉口西侧北京市经济技术开发区内，属于北京地铁亦庄线的地铁车站。

## 位置
亦庄文化园站在天华东路和文化园西路交汇处西北，呈东西走向。

## 结构
该站为高架站，侧式站台设计，车站外观为“飘板”型。站外有2处公交港湾和8000平方米P+R停车场。

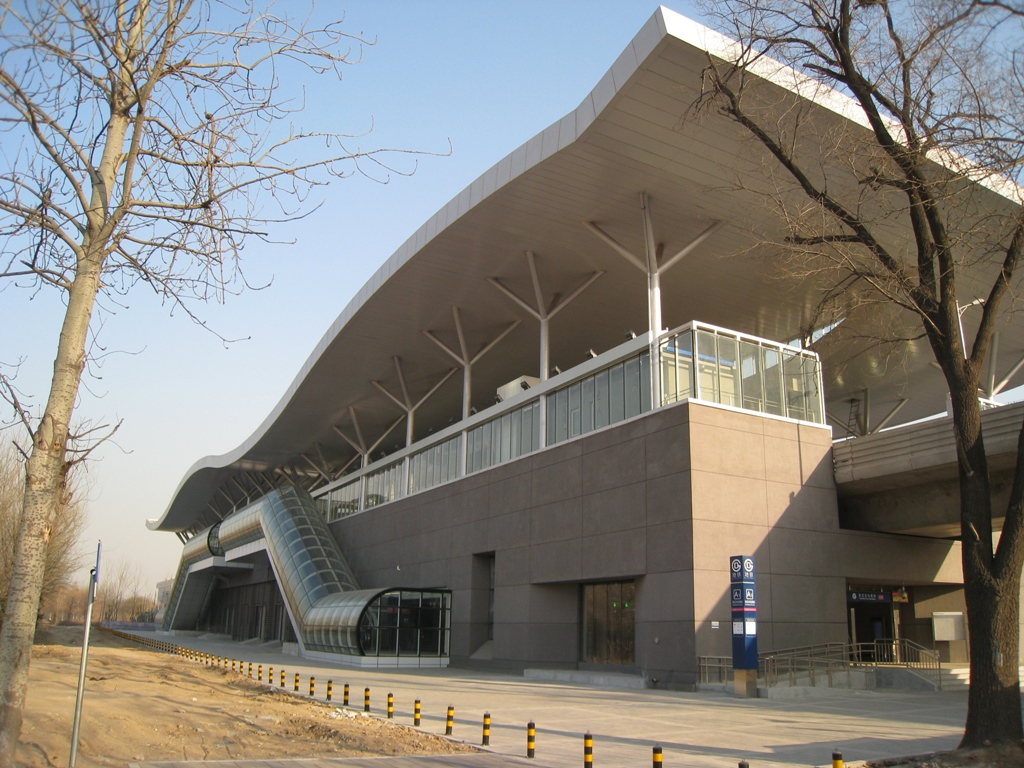
亦庄文化园站外观（2011年1月摄）

| 地上二层 站台层 | 侧式站台，右側開门             | 侧式站台，右側開门                          |
| 地上二层 站台层 | █ 亦庄线往宋家庄（亦庄桥）     |                                             |
| 地上二层 站台层 | █ 亦庄线往亦庄火车站（万源街） |                                             |
| 地上二层 站台层 | 侧式站台，右側開门             |                                             |
| 地上一层 站厅层 | 站厅，出入口                   | 客务中心、自动售票机、进出站闸机、A-B出入口 |

## 出入口
|                           |                  |      |            |  |
| 编号                      | 建议前往的目的地 | 图片 | 無障礙設施 |  |
| 出口 · A · 1 · 升降机标志 | 文化园西路       |      |            |  |
| 出口 · B · 1              | 文化园西路       |      | 不適用     |  |
| 註： 設有                 |                  |      |            |  |